# Doris Kearns Goodwin
Doris Helen Kearns Goodwin (New York, 4 januari 1943) is een Amerikaanse historica, biografe en politiek commentator.
Goodwin heeft biografieën geschreven van verscheidene Amerikaanse presidenten, te weten: Lyndon B. Johnson, John F. Kennedy, Abraham Lincoln, Theodore Roosevelt en Franklin Roosevelt. 
Goodwins boek No Ordinary Time: Franklin and Eleanor Roosevelt: The Home Front in World War II werd bekroond met de Pulitzerprijs voor Geschiedenis in 1995.

## Afkomst en opleiding
Doris Helen Kearns werd geboren in in het New Yorkse stadsdeel Brooklyn. Ze heeft een zuster.
Haar grootouders van vaderszijde waren Ierse immigranten. Ze groeide op in Rockville Centre, New York waar ze de South Side High School doorliep. Ze studeerde aan het Colby College in Maine, waar zij lid was van Delta Delta Delta en Phi Beta Kappa, en in 1964 magna cum laude een bachelor of Arts-graad behaalde. In 1964 werd haar een Woodrow Wilson-beurs toegekend om een doctorale studie te volgen. 
In 1968 verwierf ze een Ph.D.-graad in Bestuurskunde aan Harvard University, met een proefschrift getiteld Prayer and Reapportionment: An Analysis of the Relationship between the Congress and the Court.

## Carrière
In 1967 ging Kearns naar Washington als White House Fellow tijdens het kabinet-Lyndon B. Johnson. Johnson toonde aanvankelijk interesse om de jonge stagiaire in te huren als assistente in zijn Oval Office, maar nadat er een artikel van Kearns in The New Republik verscheen dat zich een scenario ontvouwde om Johnson uit zijn ambt te ontheffen wegens zijn behandeling van de Vietnamoorlog, werd zij in plaats daarvan op het Departement van Arbeid geplaatst. Goodwin schreef later dat ze zich opgelucht voelde dat ze deel kon blijven uitmaken van een stageprogramma op welk departement dan ook. Vertaald uit het Engels:

De president ontdekte dat ik actief betrokken was bij de Anti-Vietnamoorlogbeweging en een artikel had geschreven, getiteld: How to Dump Lyndon Johnson.
Ik dacht beslist dat hij mij uit het programma zou knikkeren, maar in plaats daarvan zei hij: "O, breng haar maar een jaar hier beneden, als ik haar niet voor me kan winnen, kan niemand dat."

Toen Johnson besloot zich niet kandidaat te stellen voor herverkiezing, haalde hij Kearns naar het Witte Huis als staflid, waar zij zich in het bijzonder bezighield met binnenlandse armoedebestrijding.
Na het aftreden van Johnson in 1969 doceerde Kearns gedurende tien jaar Bestuursrecht aan Harvard, met inbegrip van een cursus over het Amerikaanse presidentschap. 
Tijdens deze periode stond zij ook Johnson bij in het opstellen van zijn memoires. Haar eerste boek Lyndon Johnson and the American Dream, dat berustte op haar gesprekken met de overleden president, werd gepubliceerd in 1977. Het werd een New York Times bestseller en bood haar een springplank voor haar literaire carrière.
Als sportjournalist was Goodwin de eerste vrouwelijke journalist die in 1979 de kleedkamer van de Boston Red Sox betrad. Ze adviseerde ten behoeve van Ken Burns' documentaire Baseball en figureerde daar ook in.

## Plagiaat-kwestie
Begin 2002 raakte Goodwin verwikkeld in beschuldigingen dat zij in haar bestseller The Fitzgeralds and the Kennedys verscheidene fragmenten van andere auteurs had geplagieerd. Na aanvankelijk pogingen het probleem te bagatelliseren erkende zij na inzage van bewijs haar fout. Ze nam de niet verkochte oplage terug en maakte werk van een gecorrigeerde versie van de bestseller.
De kwestie noopte haar zich terug te trekken uit het bestuur van de Pulitzerprijs en tot het neerleggen van haar rol van "vaste gast" in het "Newshour"-programma van de Public Broadcasting Service (PBS).

## Onderscheidingen
Goodwin won in 1995 de Pulitzerprijs voor Geschiedenis voor No Ordinary Time: Franklin and Eleanor Roosevelt: The Home Front During World War II (1994).
In 1998 werd zij uitgenodigd om zitting te nemen in de Amerikaanse Academie van Kunsten en Wetenschappen.
Zij won in 2005 de Lincoln Prize (voor het beste boek over de Amerikaanse Burgeroorlog) voor Team of Rivals: The Political Genius of Abraham Lincoln (2005), een boek over Abraham Lincolns presidentiële kabinet. Een deel van het boek werd door filmregisseur Steven Spielberg gebruikt voor zijn film Lincoln uit 2012.
2014: Andrew Carnegie Medal for Excellence in Fiction and Nonfiction: voor The Bully Pulpit: Theodore Roosevelt, William Howard Taft, and the Golden Age of Journalism.
Het boek won ook de "American History Book Prize", toegekend door de New York Historical Society.
In 2016 figureerde Goodwin als zichzelf in de vijfde episode van American Horror Story: Roanoke.

## Privé
Goodwin is sinds 1975 gehuwd met Richard N. Goodwin, voorheen een politiek adviseur en speechschrijver van John F. Kennedy en diens broer Robert F. Kennedy en vicepresident Lyndon B. Johnson. Het paar heeft samen drie kinderen, waarvan de oudste uit een eerder huwelijk van Goodwin.